# ماكي أراي
ماكي أراي (باليابانية: 新井麻葵) مواليد 23 ديسمبر 1982، هي لاعبة كرة مضرب يابانية سابقة بدأت مسيرتها كمحترفة سنة 2000 وكانت تلعب باليد اليمنى، اعتزلت اللعب في 2010. أعلى تصنيف لها في الفردي كان المركز الـ 425 في سنة 2004. أعلى تصنيف لها في الزوجي كان المركز الـ 185 في سنة 2005.

## روابط خارجية
- ماكي أراي على موقع رابطة محترفات التنس (الإنجليزية)
- ماكي أراي على موقع الاتحاد الدولي لكرة المضرب (الإنجليزية)
- ماكي أراي على موقع خلاصة التنس.كوم (الإنجليزية)